# Edingen-Neckarhausen
Edingen-Neckarhausen är en kommun i Rhein-Neckar-Kreis i regionen Rhein-Neckar i Regierungsbezirk Karlsruhe i förbundslandet Baden-Württemberg i Tyskland.
Kommunen bildades 3 maj 1975 genom en sammanslagning av kommunerna Edingen och Neckarhausen.